# Bruno Schneider (Musiker)
Bruno Schneider (* 1957 in Lausanne) ist ein Schweizer Hornist.

## Ausbildung und Studium
Schneider wuchs in La Chaux-de-Fonds auf. Am dortigen Konservatorium erhielt er ab dem neunten Lebensjahr bei Robert Faller Hornunterricht, den er 1977 mit dem Diplom (im Nebenfach Gesang) abschloss. Anschliessend absolvierte er ein Aufbaustudium bei Michael Höltzel an der Musikhochschule Detmold, wo er 1980 die Reifeprüfung und 1981 das Konzertexamen mit Auszeichnung ablegte. 1974 und 1975 war Bruno Schneider Mitglied im Weltjugendorchester.

## Berufliche Stationen
Er erhielt 1979 eine Anstellung als Solohornist im Orchester der Oper Zürich, 1981 im Symphonieorchester des Bayerischen Rundfunks und 1986 beim Festspielorchester Luzern. Bis 1993 war er Solohornist des Orchestre de la Suisse Romande in Genf. Seit der Gründung 2003 war Bruno Schneider Solohornist im Lucerne Festival Orchestra unter Claudio Abbado. Neben seiner Orchestertätigkeit absolviert er umfangreiche kammermusikalische Auftritte.
Bruno Schneider tritt weltweit als Hornsolist auf, unter anderem mit Sabine Meyer, Gidon Kremer, Vadim Repin und Jeremy Menuhin. Hinzu kommen Lehrtätigkeiten für die Virtuositätsklassen an den Konservatorien von Genf und Lausanne. Ab 1991 war er Professor an der Hochschule für Musik in Karlsruhe, seit 1997 ist er Professor für Horn in Freiburg im Breisgau. Schüler von ihm ist Konstantin Timokhine.

## Diskografie
- Wolfgang Amadeus Mozart – Hornkonzert KV 412 (Claves CD 50-9121)
- Wolfgang Amadeus Mozart – Hornkonzert KV 417
- Wolfgang Amadeus Mozart – Hornkonzert KV 447
- Wolfgang Amadeus Mozart – Hornkonzert KV 495
- Wolfgang Amadeus Mozart – Sinfonia concertante für Flöte, Oboe, Horn und Fagott KV 297 (Emi CD 7 54138 2)
- Wolfgang Amadeus Mozart – Klavierquintett KV 407 (Emi CDC 7 49398 2)
- Wolfgang Amadeus Mozart – Klavierquintett KV 452 (Emi CD 5 56013 2)
- Wolfgang Amadeus Mozart – Bearbeitung von Klaviersonaten (Antes CD 31.9079)
- Wolfgang Amadeus Mozart – Serenaden Nr. 12 KV 388 und Nr. 11 KV 375 (Emi CD 5 56502 2)
- Wolfgang Amadeus Mozart – Die Entführung aus dem Serail (Emi CD 5 55342 2)
- Wolfgang Amadeus Mozart – Serenade Nr. 10 KV 361
- Ludwig van Beethoven – Oktett op. 103 (Emi CD 5 56817 2)
- Ludwig van Beethoven – Rondino
- Ludwig van Beethoven – Septett op. 20
- Richard Strauss – Hornkonzert Nr. 2 (Claves CD 50-9010)
- Othmar Schoeck – Hornkonzert op. 65 (CPO CD 999 337.2)
- Frank Martin – Konzert für 7 Bläser, Pauken, Schlagzeug und Streichorchester (Erato CD 2292–45694.2)
- György Ligeti – Trio für Violine, Horn und Klavier (Arion 68414)
- Henri Adrien Kling – Sonate en la mineur (Marcophon CD 7010)
- Louis Piantoni – Air de chasse
- Henri David Gagnebin – Aubade
- Carlo Florindo Semini – Invenzioni
- Erik Szekely – Rhodoraies
- Josef Haselbach – Paraphrases
- Willy Burkhard – Romanze
- Eric Chasalow – Winding up New World (80-440-2)
- Antonín Dvořák – Serenade für Blasinstrumente op. 44 (Emi CD 5 55512 2)
- Norbert Moret – Concerto pour cor et orchestre (Cascavelle RSR 6169)